# Hortus Palatinus

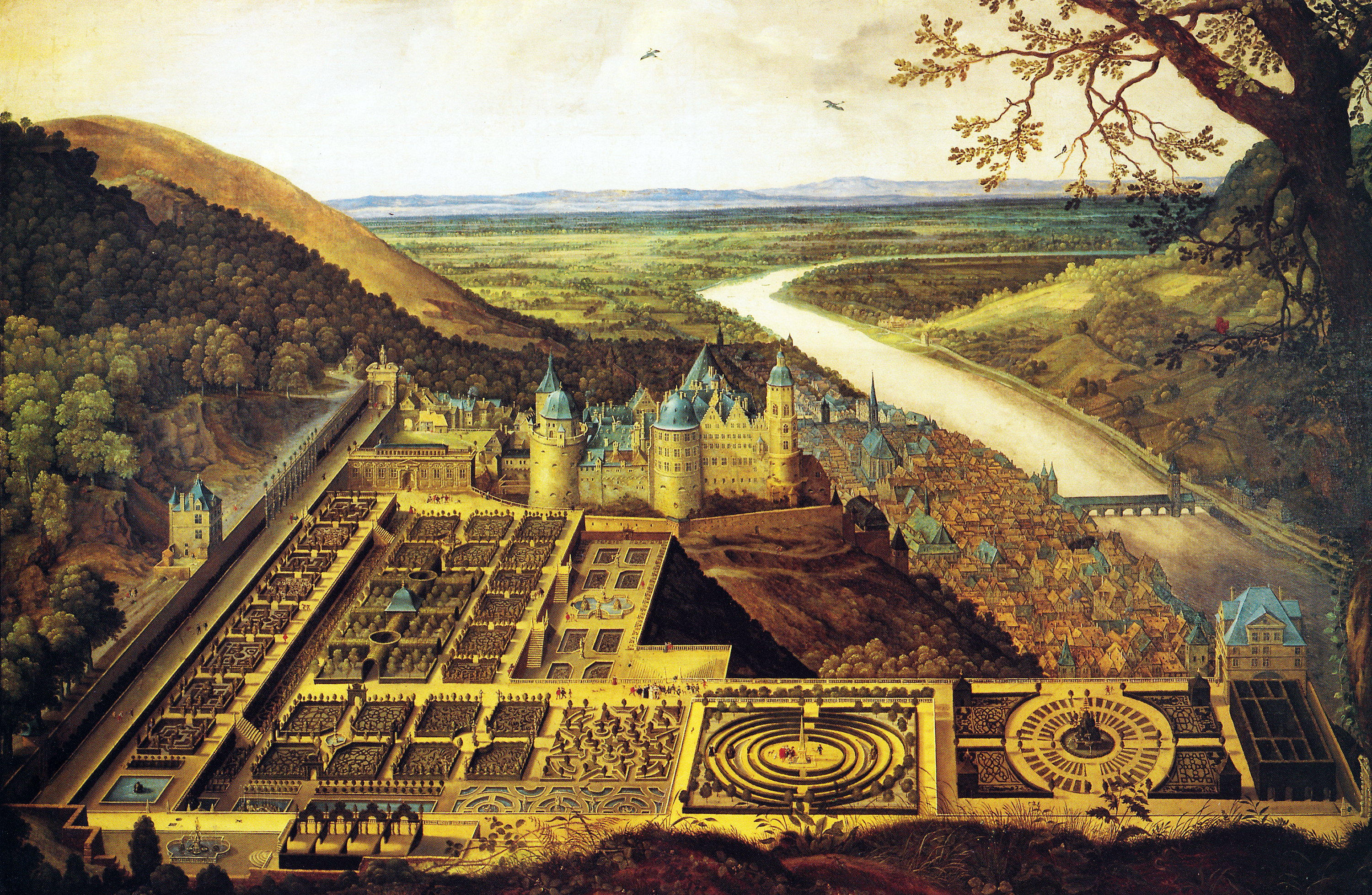
Hortus Palatinus und Heidelberger Schloss, gemalt von Jacques Fouquières; Kurpfälzisches Museum Heidelberg

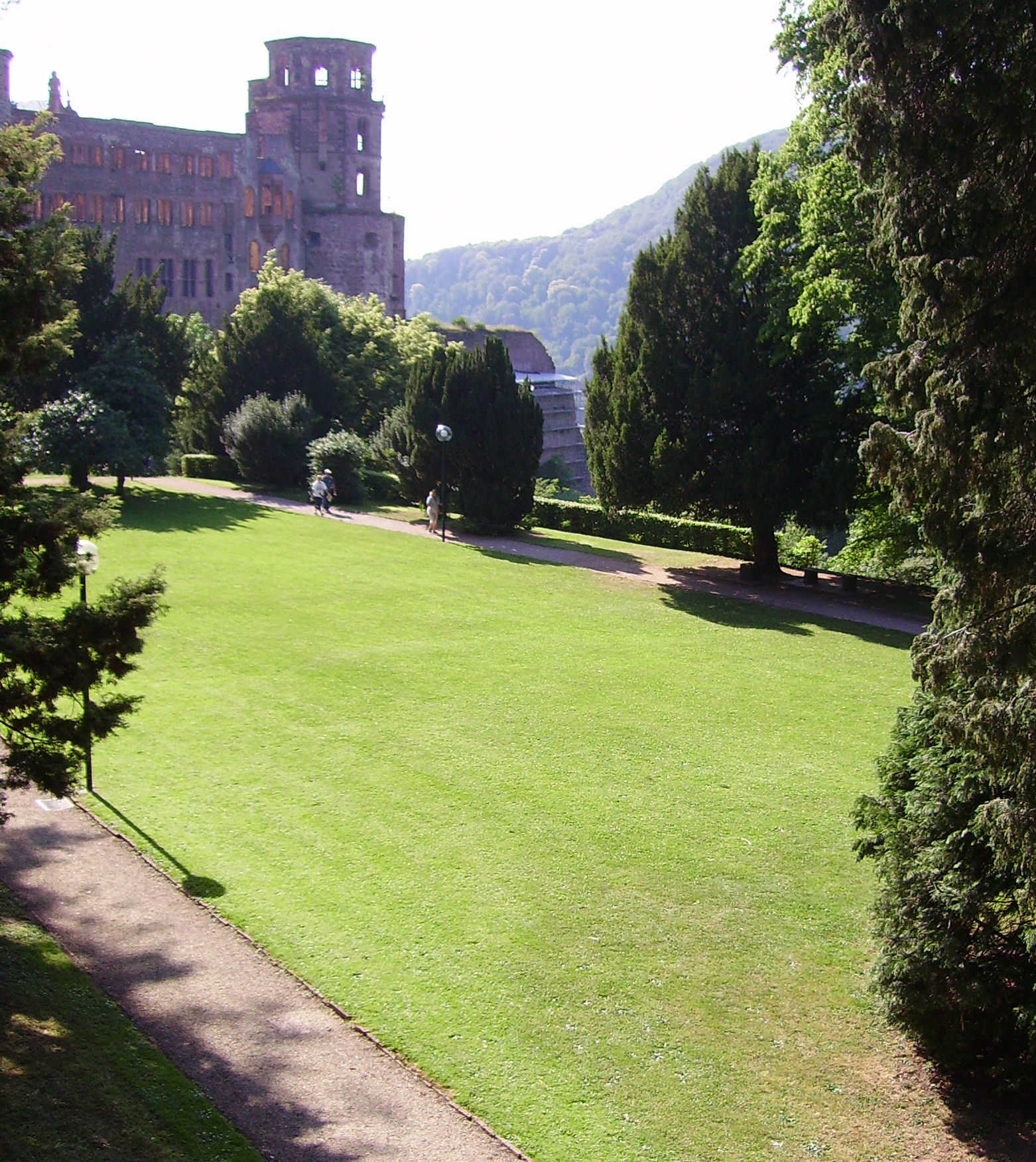
Hauptterrasse des ehemaligen Hortus Palatinus, 2006

Der ab 1616 errichtete Hortus Palatinus (deutsch: Pfälzischer Garten) war der Garten des Heidelberger Schlosses, einer der bedeutendsten Renaissance-Gärten in Deutschland. Er galt zu seiner Zeit als einer der berühmtesten Gärten Europas.

## Geschichte

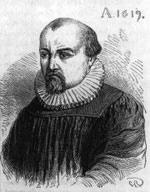
Salomon de Caus, 1619

Auftraggeber des Hortus Palatinus war Kurfürst Friedrich V., der dadurch aber die Wehrkraft des Schlosses beeinträchtigte. Dieser Terrassengarten wurde von dem aus England berufenen französischen Ingenieur und Gartenarchitekten Salomon de Caus, der auch einer der größten Physiker seiner Zeit war, im Jahr 1616 begonnen und durch die kriegerischen Unruhen der folgenden Jahre (Dreißigjähriger Krieg) nie fertiggestellt. Die Gartenanlage ersetzte das so genannte Hasengärtlein, den spätmittelalterlichen Burggarten. Als Friedrich zum König von Böhmen gewählt wurde und seine Residenz nach Prag verlegte, wurden die Arbeiten am Hortus Palatinus eingestellt.
Nur durch die Entwürfe von de Caus und durch Gemälde sind Form und Anlage der Parterres überliefert. Salomon de Caus hat seinen Garten in einem reich mit Kupferstichen illustrierten Buch selbst beschrieben. Die Vorrede ist datiert auf den 20. Dezember 1619 und ist in französischer Sprache geschrieben, denn Salomon de Caus scheint der deutschen Sprache nicht mächtig gewesen zu sein.
Bemerkenswert ist der Baumbestand, der aus einer Sammlung des Kurfürsten resultiert. Der Hortus Palatinus wurde von den Zeitgenossen als „achtes Weltwunder“ betrachtet.
Die Entwicklung und die Gestalt des Gartens sind auf Stichen von Matthäus Merian festgehalten. Einer der Stiche diente dem flämischen Maler Jacques Fouquières als Vorlage für sein Gemälde des Schlossgartens im Zustand von 1620.
Nach dem Umzug des fürstlichen Hofes 1720 nach Mannheim waren für den Erhalt des Schlosses und des Gartens nur noch geringe Mittel verfügbar. 1743 wollte man die Nutzung des Gartens versteigern, nach Protesten überließ man ihn dem Hofgärtner zur Nutzung. Nach 1767 wurden die Boskette zu einer Rasenfläche zusammengefasst und mit Spalierobst gesäumt. Die Terrassen wurden mit Feldern bestellt und eine Baumschule eingerichtet. Auf Vorschlag von Christoph Wilhelm Jakaob Gatterer, Professor für Kameralwissenschaften, wurde ein „ökonomischer“ Garten eingerichtet. Dazu wurde er in einen Landschaftsgarten umgewandelt. Er enthielt Anlagen für die akademischen Lehranstalten, eine Art Arboretum mit heimischen und fremden Bäumen und Baumschulen. Durch die lange Vernachlässigung des Gartens waren die Wasserbecken und die Wasserleitungen verfallen und z. T. zugeschüttet. Auch die Große Grotte war stark beschädigt, das Portal zusammengebrochen und die Statuen beschädigt. Die Romantik führte dazu, dass in der zweiten Hälfte des 19. Jahrhunderts die Wertschätzung des Gartens als Treffpunkt der Bürger und Besucher zunahm, die soziale Nutzung wurde wichtiger als die ökonomische.

## Gartenterrassen des Hortus Palatinus

### Erste Terrasse (Untere Terrasse, Koniferenterrasse)

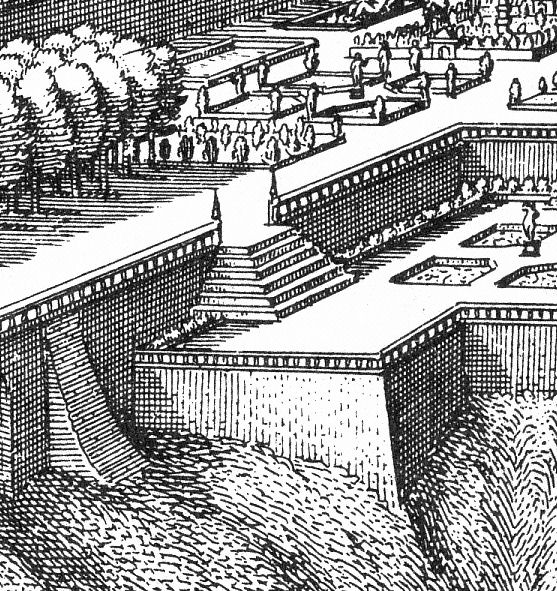
Pyramidentreppe, Kupferstich von Matthäus Merian, 1645

Lage: 6 Meter tiefer als die Hauptterrasse
Die Untere Terrasse besaß in der Mitte ein Wasserbecken in der Form eines Geigenkastens, an dessen Seiten Figuren der Flussgötter Neckar und Main standen. Auf dieser Terrasse, die wegen ihres Bewuchses auch Koniferenterrasse genannt wird, stehen zwei bemerkenswerte Bäume:
- Griechische Tanne; Abies cephalonica: Die Griechische Tanne ist ein raschwüchsiger Baum, der bis 40 Meter hoch wird und Durchmesser bis 1 Meter erreicht.
- Erbsenfrüchtige Scheinzypresse; Chamaecyparis pisifera: Dieser Baum zeigt die so genannte „Schleppenbildung“, bei der sich die unteren Zweige zur Erde senken und eigene Wurzeln entwickeln.

Nachdem im Jahr 1832 ein Lehrstuhl für Forstbotanik an der Technischen Hochschule Karlsruhe eingerichtet worden war, ließ das Interesse an diesen Anpflanzungen stark nach. Im Lauf der Jahre durchsetzten immergrüne Koniferen den ursprünglich mit Laubhölzern bestückten Park und veränderten den Gesamteindruck erheblich.
Um die vielen Springbrunnen und die Wasserkünste zu speisen, war eine große Menge Wasser erforderlich. Die Lage des Gartens am quellreichen Nordhang des Königstuhls erleichterte jedoch die Versorgung mit Wasser. Hatte das Wasser die Brunnen auf den verschiedenen Terrassen passiert, so wurde es im Bassin auf der Unteren Terrasse gesammelt. Von hier konnte es dann ins Friesentälchen abfließen.
Zu den dramatischen Treppenanlagen gehörte die Pyramidentreppe, die von der Hauptterrasse zum unteren Garten führen sollte. Beim Abstieg über die geländerlosen Steilseiten sollten die Besucher des Gartens den Eindruck bekommen, sie könnten über das Neckartal hinwegfliegen.

### Zweite Terrasse (Große Terrasse, Hauptterrasse)
Die Gestaltung der Hauptterrasse war durch eine Folge größerer Felder bestimmt, die mit ornamentierten Feldern gestaltet waren. Blumen spielten nur eine untergeordnete Rolle. Wichtiger waren zugeschnittene Hecken. Im Mittelpunkt eines Knotenfeldes stand der Säulenbrunnen.
Das Knotenornament bestand aus verschlungenen und sich kreuzenden Pflanzenbändern. Bevorzugt für diese Broderien waren Thymian, Rosmarin, Lavendel und Salbei. Die Zwischenräume wurden mit farbigen Kieseln, gestoßenem Glas oder gemahlenem Gestein ausgefüllt.
Hier begann Kurfürst Karl Philipp im Jahr 1719, die Gartenanlage Friedrichs V. in eine barocke Form zu bringen. Hier stand auch die Figurengruppe, die später – nach einem Zwischenaufenthalt im Schloss Schwetzingen und einigen Ergänzungen – im Jahr 1767 auf dem Marktplatz von Mannheim aufgestellt wurde.
Zu den exotischen Bäumen hier zählen:
- Kaukasische Flügelnuss; Pterocarya fraxinifolia
- Eschen-Ahorn; Acer negundo: Der Eschen-Ahorn ist ein schnell wachsender Baum, der oft mehrere Stämme hat.
- Fächerbaum; Ginkgo biloba: Der Ginkgobaum gelangte erst um das Jahr 1730 nach Europa.
- Mehlbeere; Sorbus aria: Die Mehlbeere stammt aus den Bergwäldern Südeuropas und wird oft als Straßen- und Parkbaum gepflanzt.

#### Parterregärten

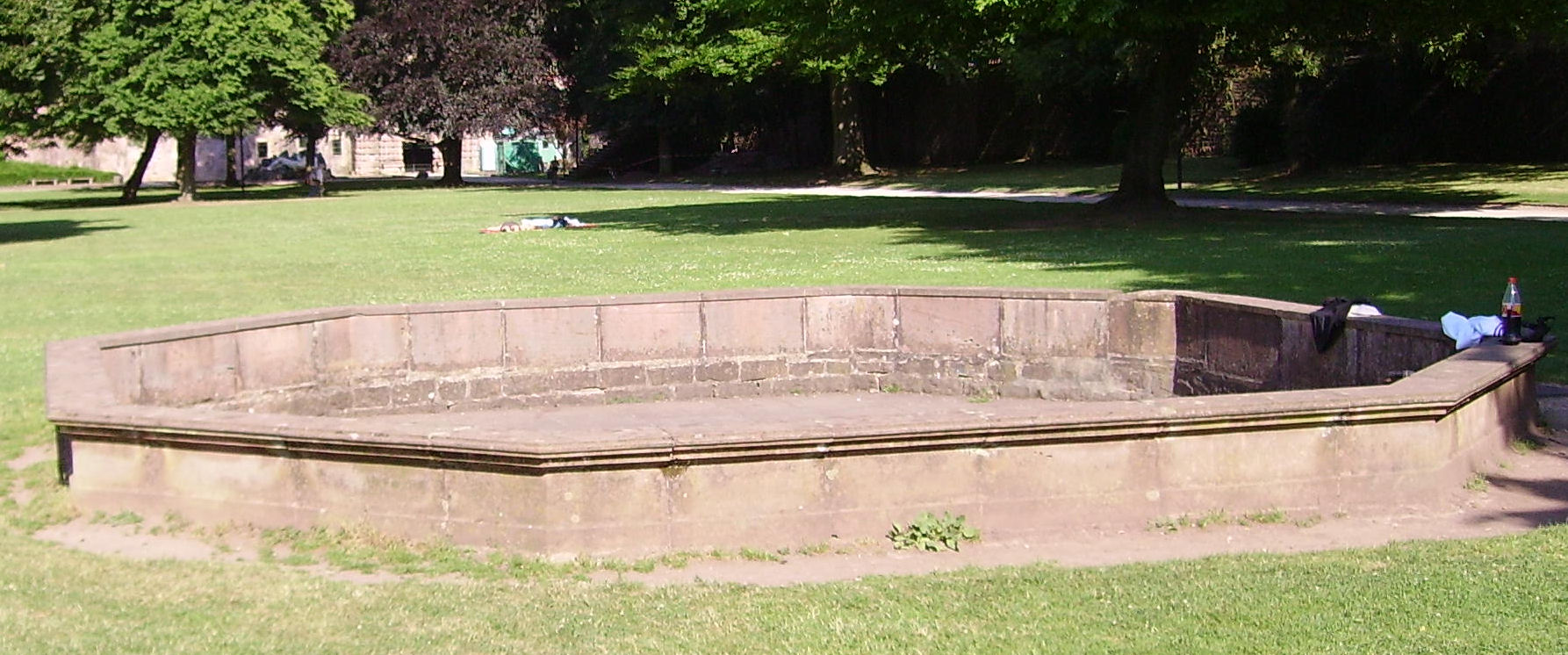
Rekonstruierter Rest des Brunnenoktogons, 2006

Das Knotenfeld setzte sich aus vier Beeten zusammen, die aus jeweils individuellen Mustern mit sich gegenseitig überschneidenden Bändern bestanden. Das Knotenfeld war von einer wellenförmigen Einfassung und kleinen Laubbäumen umgeben.
In einem anderen Knotenfeld stand in einer achteckigen Beckeneinfassung der Brunnen mit Fratzengesichtern aus Metall. Die jetzige Beckeneinfassung wurde im Jahr 1973 mit einigen alten Steinen aus der Zeit von Salomon de Caus rekonstruiert.

#### Große Grotte

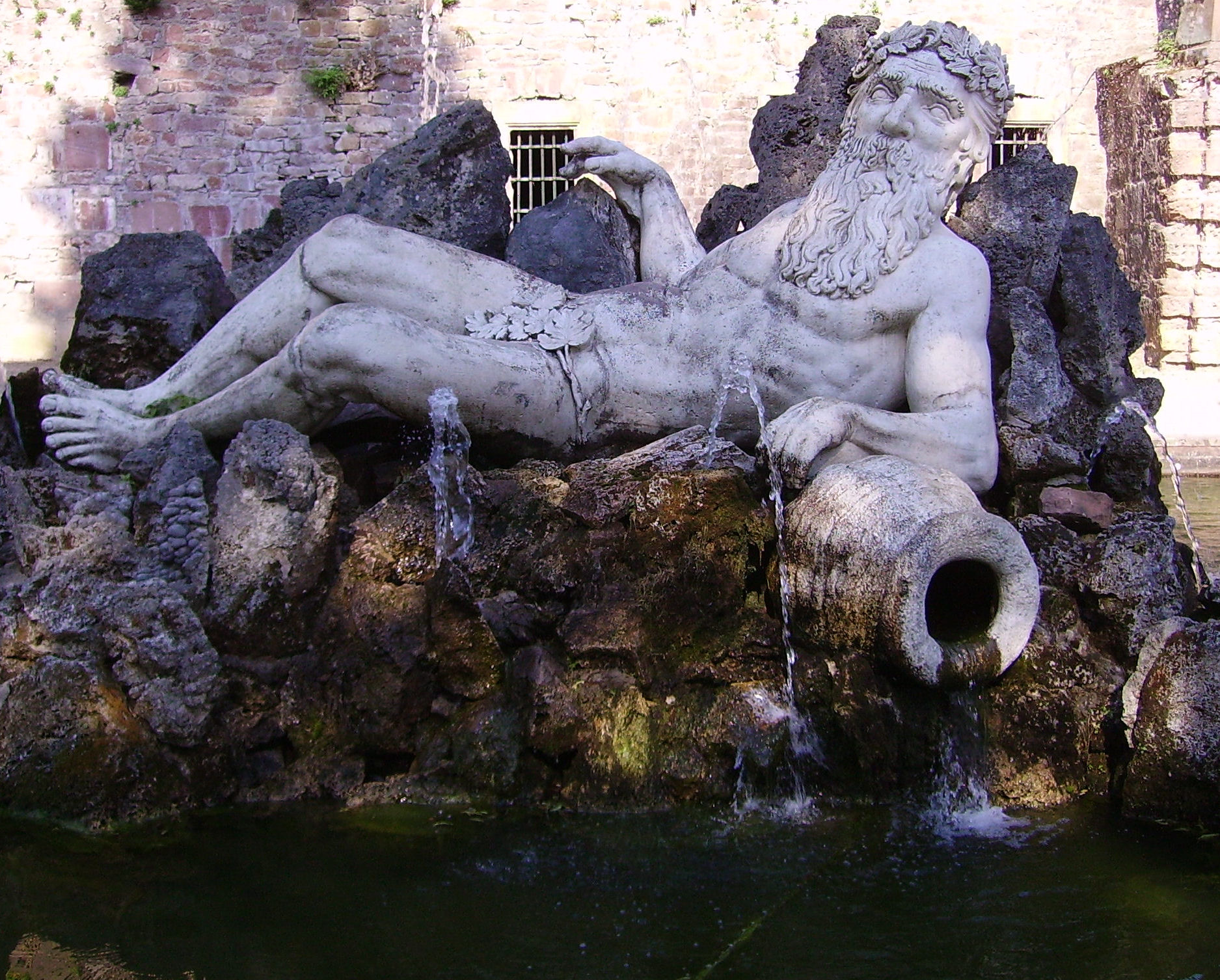
Rhenus („Vater Rhein“) als Brunnenfigur

Vor der Großen Grotte befindet sich ein Wasserbassin mit der Figur des Rhenus („Vater Rhein“). Die 1974 restaurierten Bassins liegen nicht nur an der ursprünglichen Stelle, sondern entsprechen auch dem ursprünglichen Aussehen. Sie sind mit dem liegenden „Vater Rhein“ und dem Portal der Großen Grotte ein Blickfang in dieser Ecke des Schlossgartens.
Die Große Grotte hatte vier Räume, wobei nur die beiden inneren Grottenräume waren. Die beiden äußeren Räume waren wohl für technische Zwecke bestimmt. Salomon de Caus schreibt hierzu:

„Das Gewölbe des ersten Teils [linker Grottenraum] ist von schöner Aufteilung und mit Figuren aus allerhand Muscheln [geschmückt]. Der andere Teil [rechter Grottenraum] ist rauh [und] von grobem Zierat. In dieser Grotte gibt es unterschiedliche und mancherlei lustige Wasserkünste, mit denen man, wenn man sie allesamt springen sehen will, wohl eine Stunde zubringen kann“

Im ersten Grottenraum floss das Wasser kaskadenartig in ein Becken, in dem ein Springbrunnen eine Kugel balancieren sollte. Durch Öffnungen in der Decke konnte das Ganze effektvoll beleuchtet werden. Im zweiten Grottenraum stand ein steinerner Tisch, in dem geheimnisvolle Wasserkünste (Wasserspiele) eingebaut gewesen sein sollen, die man durch einen versteckten Mechanismus einschalten konnte.

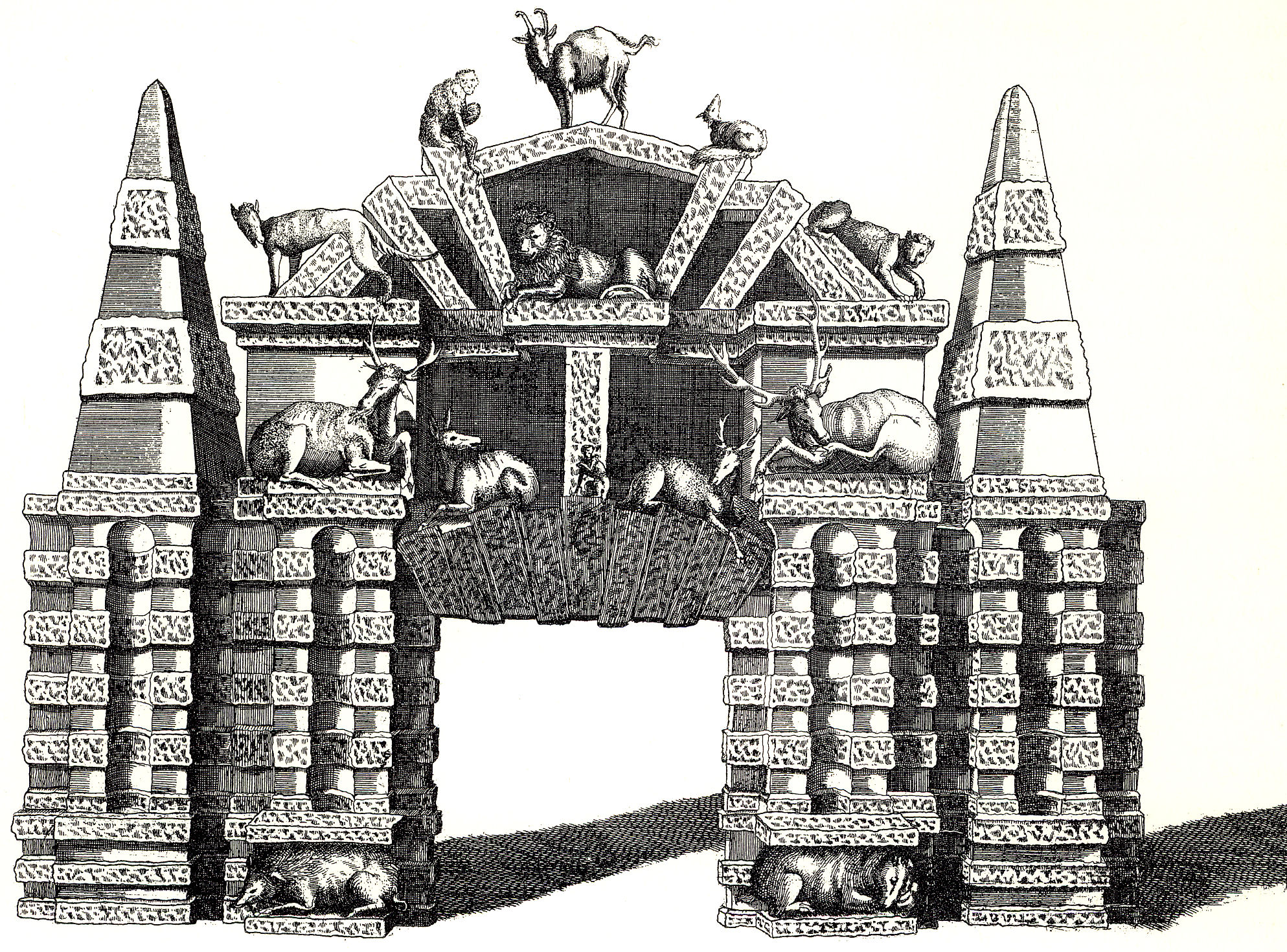
Portal zur Großen Grotte von Salomon de Caus, 1620
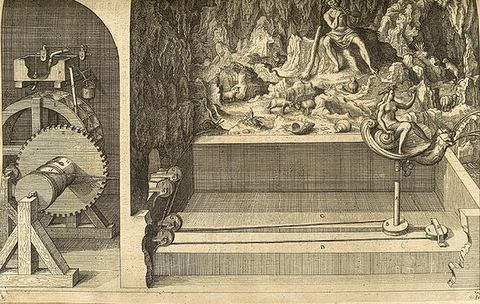
Wasserspiel Galathea von De Caus (unvollendet[3])
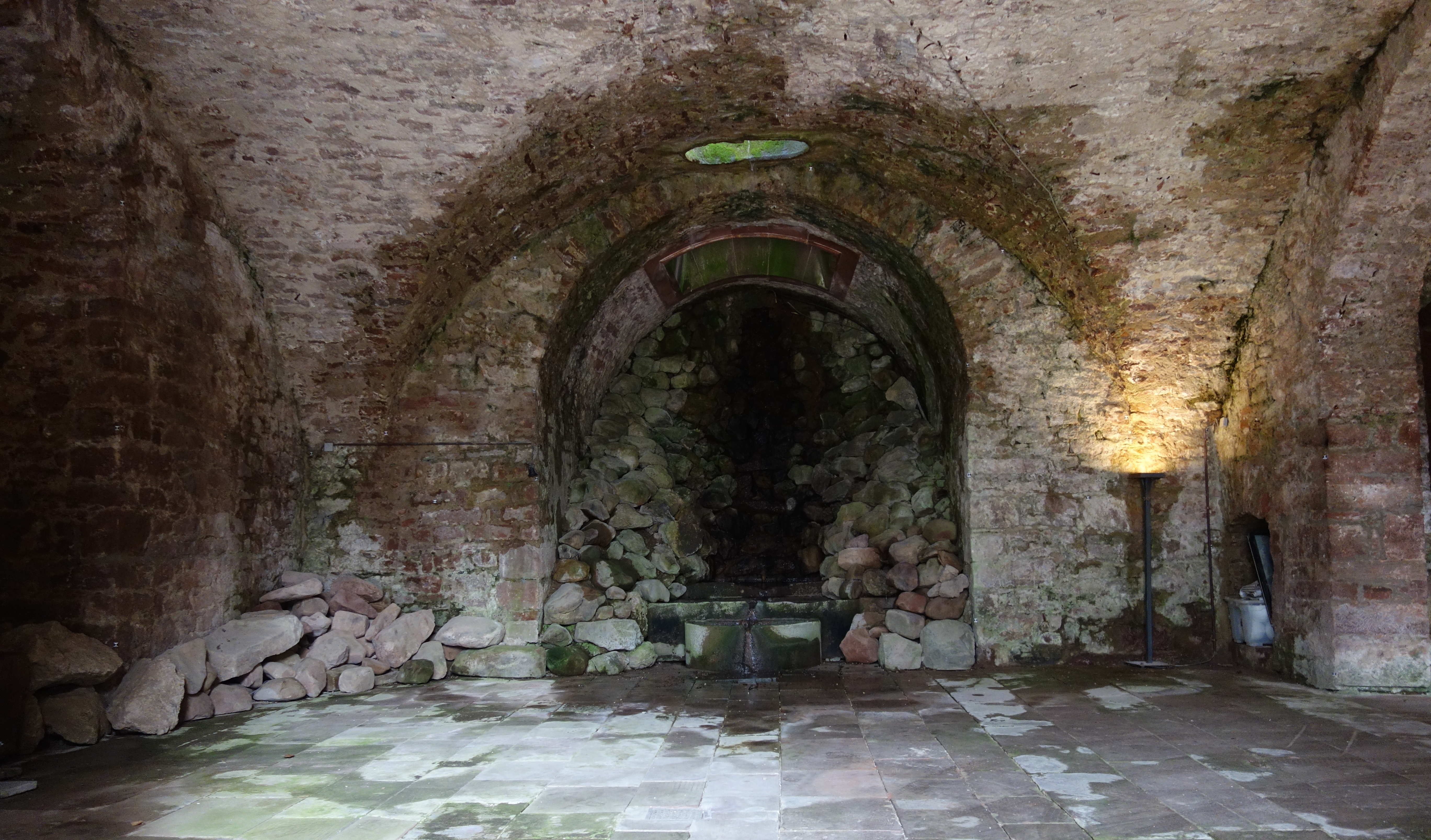
Große Grotte (2025)

#### Pomeranzenhain

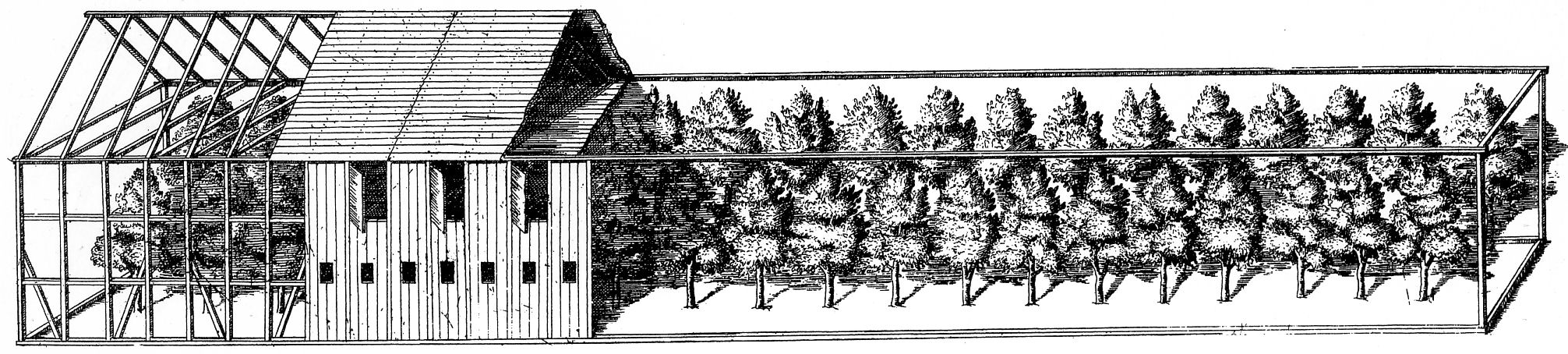
Holzhaus für Pomeranzen im Winter, Kupferstich von Salomon de Caus, 1620

Die Pomeranze (Citrus aurantium L.) oder Bitterorange ist eine Zitruspflanze mit leuchtend oranger Schale und wird z. B. für Orangeat verwendet. Zu dem Feld mit den Pomeranzen schrieb der Gartenarchitekt Salomon de Caus,

„dass die Ränder der Beetstücke mit behauenen Steinen von zwei Schuh Höhe eingefaßt und entsprechend mit Erde aufgefüllt sind. Dieses Feld soll Pomeranzenbäume erhalten. Zwischen den Pomeranzenbäumchen kann man auch Melonen pflanzen.“

Die etwa 60 Jahre alten Pomeranzenbäume wurden vom Herrengarten in der westlichen Vorstadt mit großem Aufwand auf das Schloss geschafft. Die Überführung der Bäume wurde als besondere gärtnerische Leistung in der Inschrifttafel der Nischenarchitektur mit dem Standbild Friedrichs gewürdigt.
Salomon de Caus stellte die kleinen Zitrusbäumchen mit ihren gelben Früchten bewusst auf Augenhöhe in hoch sitzende Erdkästen, um den Eindruck zu erwecken, dass die Pomeranzen das ganze Jahr über im Freien wachsen. Im Winterhalbjahr wurden aber diese empfindlichen Pflanzen durch einen Holzverschlag geschützt. Die alten Pomeranzenbäume wurden im Jahr 1619 vom unteren zum oberen neuen Garten gebracht. Nachdem Kurfürst Friedrich V. mit seinem Hof nach Prag gezogen war, um sich zum König von Böhmen krönen zu lassen, wurden die Arbeiten jedoch eingestellt.

#### Monatsblumengarten (Rosenrondell)

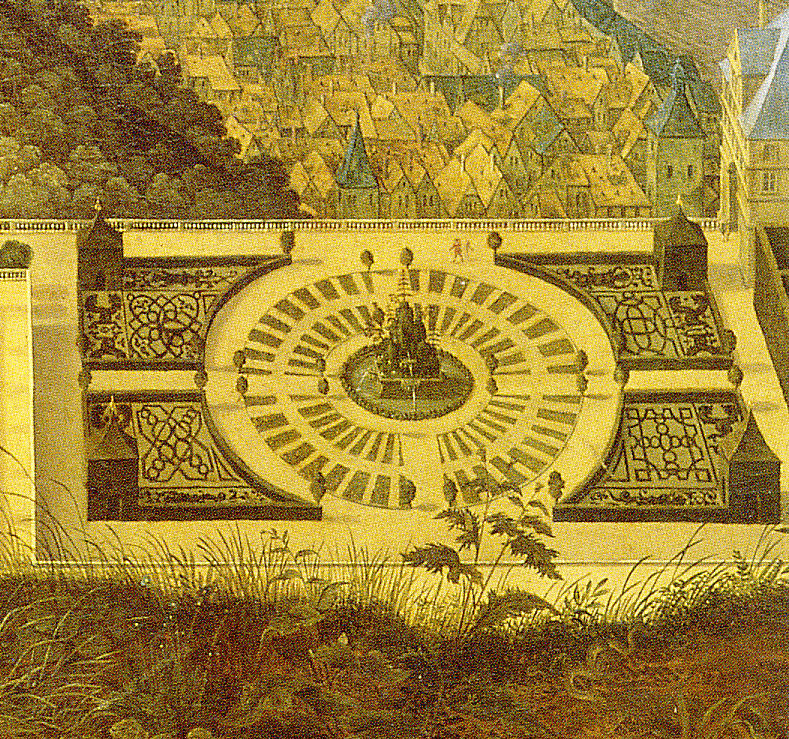
Jahreszeitenparterre, gemalt von Jacques Fouquières – Ausschnitt aus der Darstellung des Hortus Palatinus

Zu den gärtnerischen Erfindungen dieser Anlage gehörte neben dem Wasserparterre das Jahreszeitenbeet am Nordende, das wohl vom botanischen Garten in Padua inspiriert wurde. Das Rund wurde für eine Blumenuhr genutzt, bei der die Blüte jeden Monat um drei Felder vorrückte.
In der Mitte dieses sogenannten Rosenrondells ließ Freiherr von Oberndorff im Jahr 1771 das Oktogon erbauen, ein achteckiges Lusthaus mit vier Türen und vier Fenstern, das wohl von ihm selbst zu gesellschaftlichen Zwecken genutzt wurde. Von diesem Gebäude ist keine Abbildung bekannt. Im Jahr 1891 wurde in der Mitte des Rondells das Scheffeldenkmal errichtet, das im Zweiten Weltkrieg eingeschmolzen wurde.
Die Wirtschaft im Rosenrondell wurde allmählich zum wichtigsten Teil des Gartens, für deren Erweiterung sich fast alle Kreise der Stadt einsetzten. Bereits 1865 richtete der Pächter an die Domänenverwaltung die Bitte, einen Musikpavillon zu errichten, denn das Musikzelt sei zu klein und unschön. Der Pächter verzichtete im Gegenzug auf seine Schweineställe. Schon im Jahr 1874 regte der Schlossverein ohne Erfolg eine Vergrößerung der Wirtschaft an. Im Jahr 1879 beantragte er die Errichtung eines neuen Musikpavillons, da die Akustik im alten sehr schlecht sei. Die Bauinspektion entgegnete, dass der Hauptmangel in der schwachen Besetzung des Orchesters mit 8 bis 10 Mann liege, die sich »auf ihren Instrumenten abmartern müßten«, um ihre Streichmusik zur Geltung zu bringen.
In den 1880er Jahren fanden täglich Konzerte in der Gartenwirtschaft statt. Das Finanzamt verlangte lediglich aus Fürsorge für das Städtische Orchester, dass wenigstens an einem Wochentag keine Konzerte abgehalten würden. Die Domänenverwaltung wehrte sich gegen den Ausbau der Gartenwirtschaft mit der Begründung, dass dies »unvereinbarlich mit dem landschaftlichen und historischen Charakter« des Schlossgartens sei. Aber 1895 gab sie nach und ließ eine neue Gartenwirtschaft erbauen. Durch diesen Ausbau der Gartenwirtschaft rückte der Schlossgarten immer mehr ins öffentliche Interesse und wurde zum Vergnügungspark.
Jahrzehntelang wuchsen die Sträucher und Bäume ungehindert, sodass das Schloss vom Garten aus so gut wie nicht mehr zu sehen war. Außerdem waren die Grotten und sonstigen Bauwerke zum größten Teil eingestürzt. Von 1923 vollzog sich jedoch ein Wandel als die Verwaltung des Schlosses und des Gartens vom Domänenamt auf das Bezirksbauamt überging.
Der Leiter dieses Amts begann nach längerem Studium der historischen Unterlagen des Hortus Palatinus mit Sanierungsarbeiten und wollte den Garten von den Zutaten befreien, die das harmonische Bild von Schloss und Garten beeinträchtigten. In jahrelanger Arbeit wurde der Garten so durchforstet, dass alle Gartenteile zueinander in erkennbare Beziehung kamen. Die hölzernen Schutzgeländer oder Hecken längs der Terrassen wurden durch steinerne Balustraden ersetzt, wodurch der Terrassenaufbau stärker in Erscheinung trat.
Das relativ große Schlosspark-Casino auf dem schönsten Platz der Hauptterrasse wurde nun als störend empfunden. Der Versuch, den Restaurationsbetrieb ganz zu beseitigen, schlug jedoch fehl und führte zu heftigen Anfeindungen.
Nach dem Zweiten Weltkrieg gab es im Schlossgarten keinerlei Aktivitäten mehr. Erst als sich die Volkswirtschaft zu erholen begann, nahm das Interesse am Schlossgarten wieder zu. In der Lokalpresse wurde heftig über das Schlosspark-Casino diskutiert. Erst als die Gartenwirtschaft im Jahr 1971 wegen Unrentabilität geschlossen wurde, konnte das Gebäude abgerissen werden.

#### Scheffelterrasse

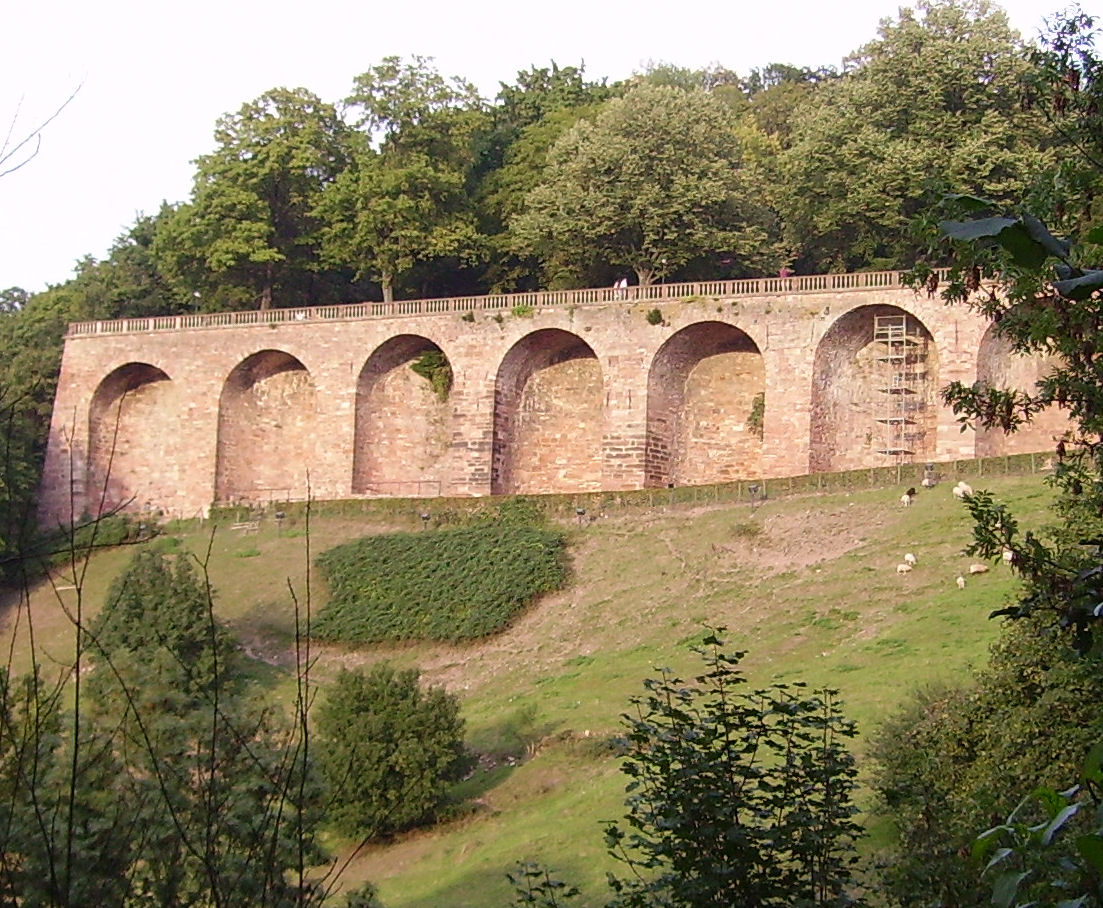
Scheffelterrasse, 2006

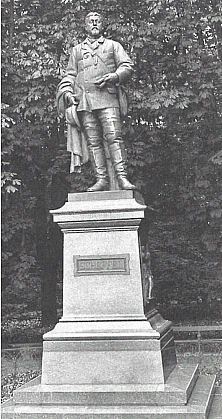
Ehemaliges Scheffel-Denkmal von Adolf Heer, 1891

Die große Scheffelterrasse gegenüber der Schlossanlage ruht auf einer 20 Meter hohen Bogenkonstruktion. Diese Terrassenbefestigung erlaubte es, den Schlossgarten am Friesenberg erheblich zu erweitern. Ihren Namen hat die Scheffelterrasse nach einer Bronzestatue des Dichters Joseph Victor von Scheffel, die von 1891 bis 1942 hier stand und 1942 eingeschmolzen wurde. Erst am 26. Juni 1976 wurde ein neuer Scheffelgedenkstein enthüllt. Dieser Stein ist bescheidener als das frühere Denkmal und zeigt ein Medaillon mit dem Bildnis Scheffels, das als Abguss vom Scheffelgrab in Karlsruhe genommen wurde.
Scheffel schrieb mehrere Gedichte über Heidelberg. Eines davon wurde in der Vertonung Anton Zimmermanns als Studentenlied populär. Zitiert sei hier nur die erste Strophe:
„Alt-Heidelberg, du feine,
Du Stadt an Ehren reich,
Am Neckar und am Rheine
Kein’ andre kommt dir gleich.“
Scheffel war in Heidelberg sehr bekannt und es befanden sich an vielen Stellen Abbilder von ihm. Nur auf der Scheffelterrasse fehlte seit dem Ersten Weltkrieg das Scheffeldenkmal. Da beschlossen einige Studenten, eine Scheffelbüste zu stehlen und sie auf der Scheffelterrasse aufzustellen. Am folgenden Morgen lag sie beschädigt auf dem Boden. Ein Student rief einen Schlosswärter herbei und fragte schelmisch:
„Sagen Sie, guter Mann, ist das vielleicht der berühmte Zwerg Perkeo vom Heidelberger Schloß?“
Der Schlossführer antwortete verärgert:
„Nee, dess is er net. Awwer gsoffe hott der aach …!“ (Nein, das ist er nicht. Aber gesoffen hat er auch.)
Am äußersten Ende der Scheffelterrasse, wo die Balustrade nach rechts abknickt, stand die Redoute. Hier wollte Salomon de Caus ein turmartiges Gebäude mit einer offenen Halle errichten. Von dieser Lage hätte man einen beeindruckenden Rundblick über das Schloss, die Stadt Heidelberg und das Neckartal gehabt. Man arbeitete noch am Fundament, als Ende 1619 die Arbeiten eingestellt wurden.

#### Goethe-Marianne-Bank

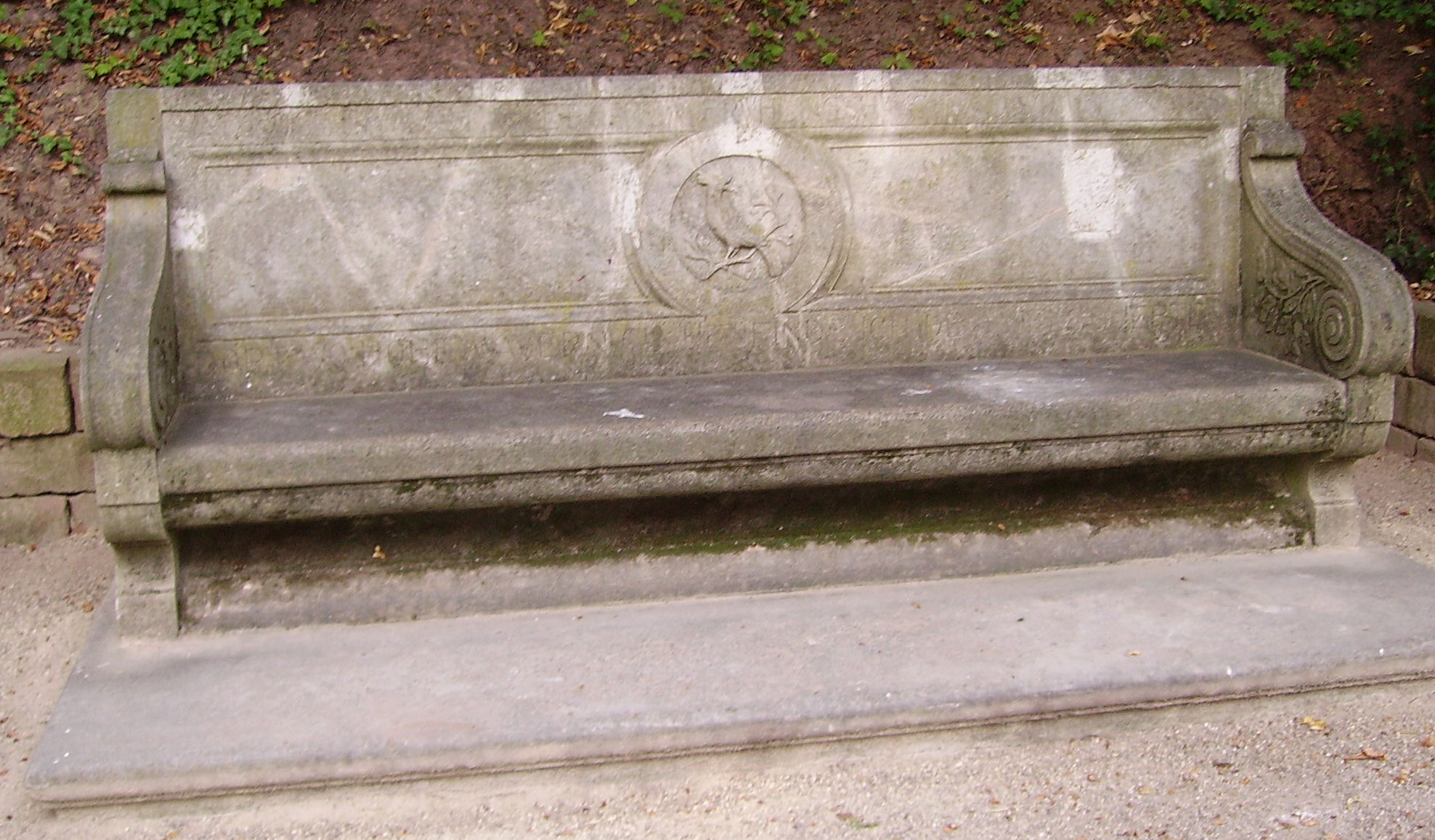
Goethe-Marianne-Bank, 2006

Zu Beginn des Jahres 1922 setzte man an den östlichen Rand der Hauptterrasse die aus Muschelkalkstein gebildete Goethe-Marianne-Bank.
Die steinerne Bank geht zurück auf einen Aufruf von Heidelberger Professoren im Jahr 1919 zur Erinnerung an das Erscheinen von Goethes West-östlicher Divan hundert Jahre zuvor.
In der Rückenlehne ist ein Wiedehopf dargestellt, der im Orient als Liebesbote galt. Der obere Text auf der Bank lautet:
»Und noch einmal fühlet Hatem Frühlingshauch und Sommerbrand«.
Dies bezieht sich auf Goethes Begegnung mit Marianne von Willemer. Goethe hatte das Buch »Suleika« des West-östlichen Divans nach Rede und Gegenrede Hatems und Suleikas geordnet. Die beiden Namen stehen für Goethe und Marianne von Willemer.
Der untere Text soll die Empfindungen Mariannes verdeutlichten:
»Dort wo hohe Mauern glühen, finde ich den Vielgeliebten.«
Florale Ornamente mit symbolischem Charakter, das Laub des Ginkgos und der Lorbeerpflanze, zieren die Armlehnen.
Wenige Meter neben der Steinbank befindet sich ein zwei Meter hohes Goethedenkmal mit einem bronzenen Kopf des Dichters. Es wurde am 5. Mai 1987, dem Europatag, enthüllt. Auf dem Sandsteinsockel steht folgende eingemeißelte Inschrift:
„Auf der Terrasse hoch gewölbten Bogen war eine Zeit sein Kommen und sein Gehn.“
Diese Inschrift ist aus einem Gedicht von Marianne von Willemer und verweist auf die hohen Bögen der Scheffelterrasse mit ihrer 20 Meter hohen Bogenkonstruktion.

#### Gartenkabinette

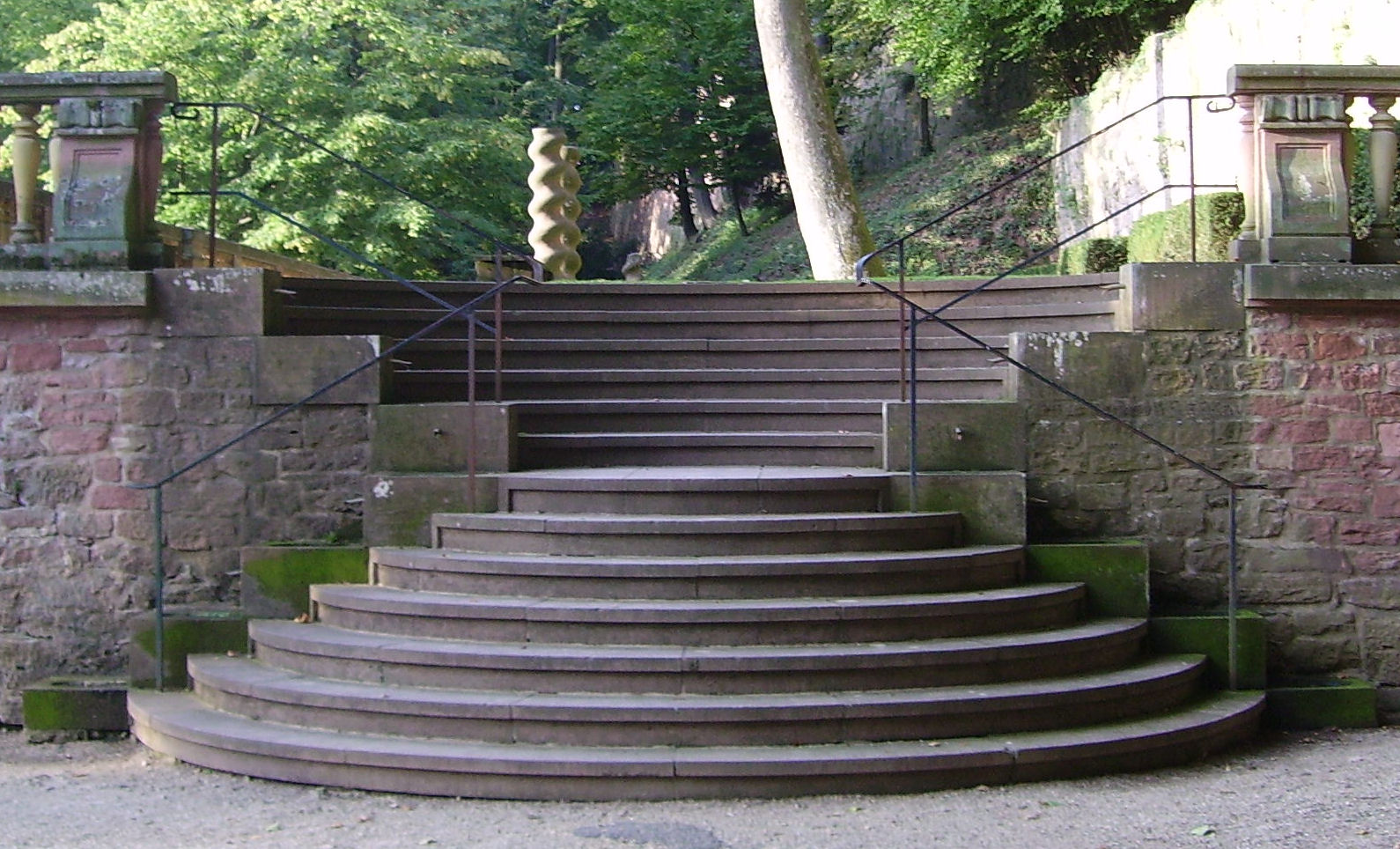
Ellipsentreppe

Dieser Gartenteil besteht aus drei nebeneinanderliegenden Kabinetten mit Aussicht über den Garten. Zu den Gartenkabinetten führt die so genannte Ellipsentreppe, die ihren Namen daher hat, dass ihre Stufen in der Draufsicht zwei Ellipsen ergeben.

### Dritte Terrasse (Zwischenterrasse, Universitätsterrasse)

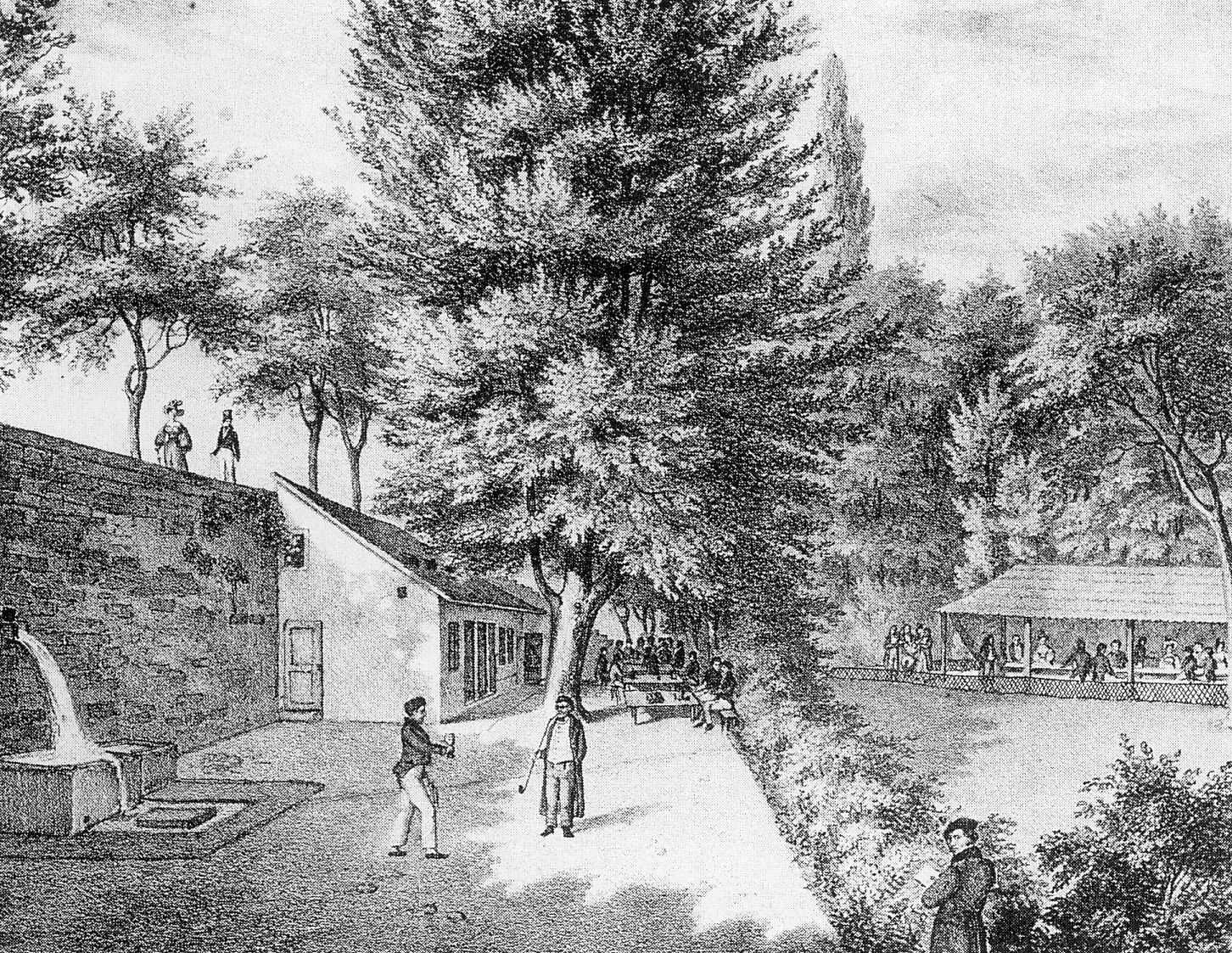
Wirtschaft auf der Zwischenterrasse, 1830

Lage: 3,5 Meter höher als die Hauptterrasse
Die Zwischenterrasse ist als Ergänzung zur Hauptterrasse zu betrachten, von der man auf die Obere Terrasse gelangt. Sie wurde im Jahr 1852 dem Botanischen Institut der Ruprecht-Karls-Universität Heidelberg für die Aufzucht von Holzgewächsen überlassen. Aber erst ab 1870 bemühte man sich verstärkt um die Aufzucht immergrüner Gewächse. Zu dieser Zeit führte diese Terrasse auch den Namen Universitätsterrasse. Doch schon wenige Jahre später wurde ein neuer botanischer Garten auf dem heutigen Gelände der früheren Ludolf-Krehl-Klinik (seit 2009 Campus Bergheim) angelegt. Die große Entfernung erschwerte Beaufsichtigung und Bewirtschaftung.
Auf der Zwischenterrasse sind einige exotische Bäume zu sehen:
- Mispel (Mespilus germanica): Der Anbau erfolgte wegen der Früchte, die erst nach dem Frost essbar sind und aus denen sich Marmelade herstellen lässt.
- Turners Eiche (Quercus turneri „Pseudoturneri“): Diese Eichenart entstand im 18. Jahrhundert in der englischen Baumschule Turner in Essex aus einer Kreuzung zwischen der Steineiche (Quercus ilex) und der Stieleiche (Quercus robur).
- Atlas-Zeder (Cedrus atlantica „Glauca“): In der Bibel werden die Libanon-Zedern für den Bau des Tempels in Jerusalem erwähnt.
- Mammutbaum (Sequoiadendron giganteum): Der Mammutbaum kam erst im Jahr 1853 nach Europa, was damals als Sensation betrachtet wurde.
- Riesen-Lebensbaum (Thuja plicata): Der Riesen-Lebensbaum ist schnellwüchsig und auch im Winter tiefgrün.
- Kanadische Hemlocktanne (Tsuga canadensis): Die Hemlocktanne ist eine Konifere mit breiter Krone, die im Alter die Form einer Pyramide bekommt.

### Vierte Terrasse (Obere Terrasse)
Lage: 2,5 Meter höher als die Zwischenterrasse

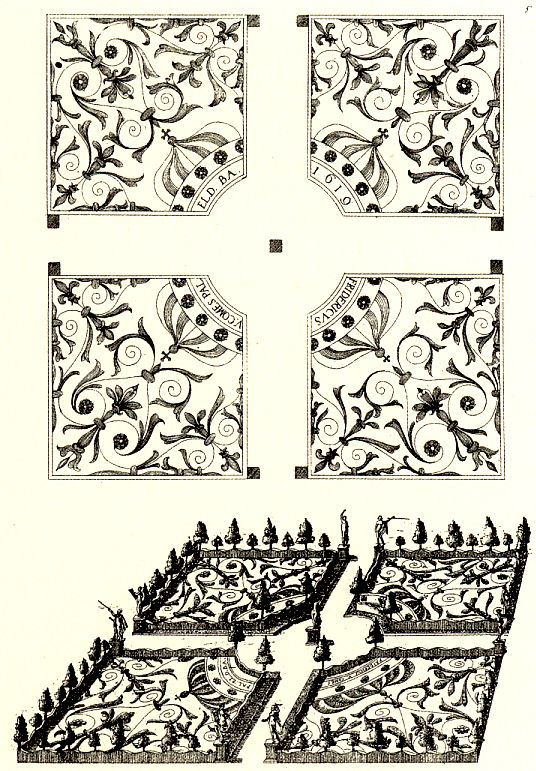
Broderieparterre im Hortus Palatinus von Salomon de Caus, 1620

Damit der Hofstaat die Pracht der Knoten- und Broderiebeete genießen konnte, hatte Salomon de Caus eine schmale Übersichtsterrasse um die L-förmige Gartenanlage gelegt. Von hier aus hatte man quasi eine Vogelperspektive und konnte weit in die Landschaft, hinunter ins Neckartal und hinüber zum Schloss sehen. Diese Terrasse ist nur 8,5 Meter breit und hatte zur Bergseite hin eine Stützmauer, in der verschiedene Räumlichkeiten, wie Treppenaufgang, Brunnenstube, Gärtnerhaus, Galerie und Großes Gewölbe untergebracht waren.
Auf der Oberen Terrasse gibt es keine gärtnerische Anlagen. Nur längs der Mauer waren Bäumchen gepflanzt. Diese Terrasse war als Aussichts- und Promenierterrasse vorgesehen. Sie sollte auch als Spielplatz für das Palamaill-Spiel dienen und außerdem so weit verlängert werden, dass ein Blick auf die Westseite des Schlosses möglich gewesen wäre.
- Ehemalige Galerie: Die Ruinen der ehemaligen so genannten Galerie wurden ab 1912 freigelegt und ergänzt. Elf Säulen trugen eine Attika, in deren quadratischen Feldern 10 Taten des Herkules als Reliefs dargestellt werden sollten, denn Friedrich V. identifizierte sich mit Herkules in der Selbstdarstellung seiner Herrscherpersönlichkeit.
- Kleine Grotte: Die Kleine Grotte hatte in der Rückwand eine große Nische, in der über phantasievoll gestaltete Steine in feinen Strahlen Wasser floss.
- Ehemaliges Fürstenbad: Von den Badebassins für den Fürsten ist heute nichts mehr zu sehen. Die kleine Kammer in der Rückwand diente der Lagerung des Brennmaterials, mit dem der Raum und das Badewasser aufgeheizt werden sollten.
- Ehemaliger Raum für Maschinen: In diesem Raum sollten mit Wasser angetriebene Maschinen in Blasebälgen die Luft zu Winddruck verdichten. Eine Orgelmaschine drehte durch Wasserkraft über das Zahnradgetriebe eine Walze und betätigte eine Klaviatur. Wegen der Maschinengeräusche sollten in diesem Raum nur die Maschinen (ohne Pfeifen) untergebracht werden.
- Ehemaliger Raum für südländische Gewächse: Dieser Raum war eine Art Orangerie, in der Rosmarin, Pomeranzen und Granatapfel im Winter untergebracht werden sollten. Hier waren die Pfeifen vorgesehen, die von der Orgelmaschine im benachbarten Raum betrieben werden sollten.
- Nische mit portalartiger Umrahmung: Den Abschluss der Oberen Terrasse sollten eine Nische mit portalartiger Umrahmung und ein Standbild bilden. In der Nische befand sich ein Brunnen mit dem Meeresgott Neptun. Auf der Attika war eine Inschrift angebracht und darüber das Standbild des Bauherrn Friedrich. Den Platz der Attika nimmt heute die Überführung des Schloß-Wolfsbrunnenweges ein.

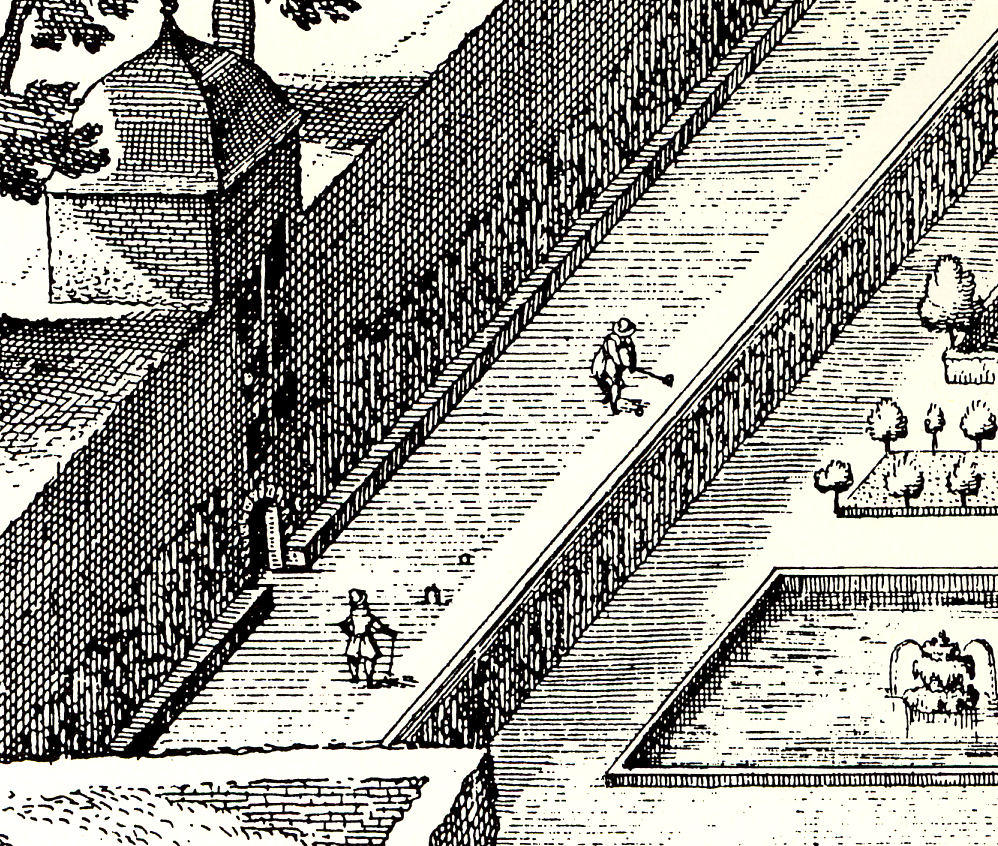
Zwei Personen beim Pall-Mall-Spiel, Ausschnitt aus einem Kupferstich von Matthäus Merian, 1620
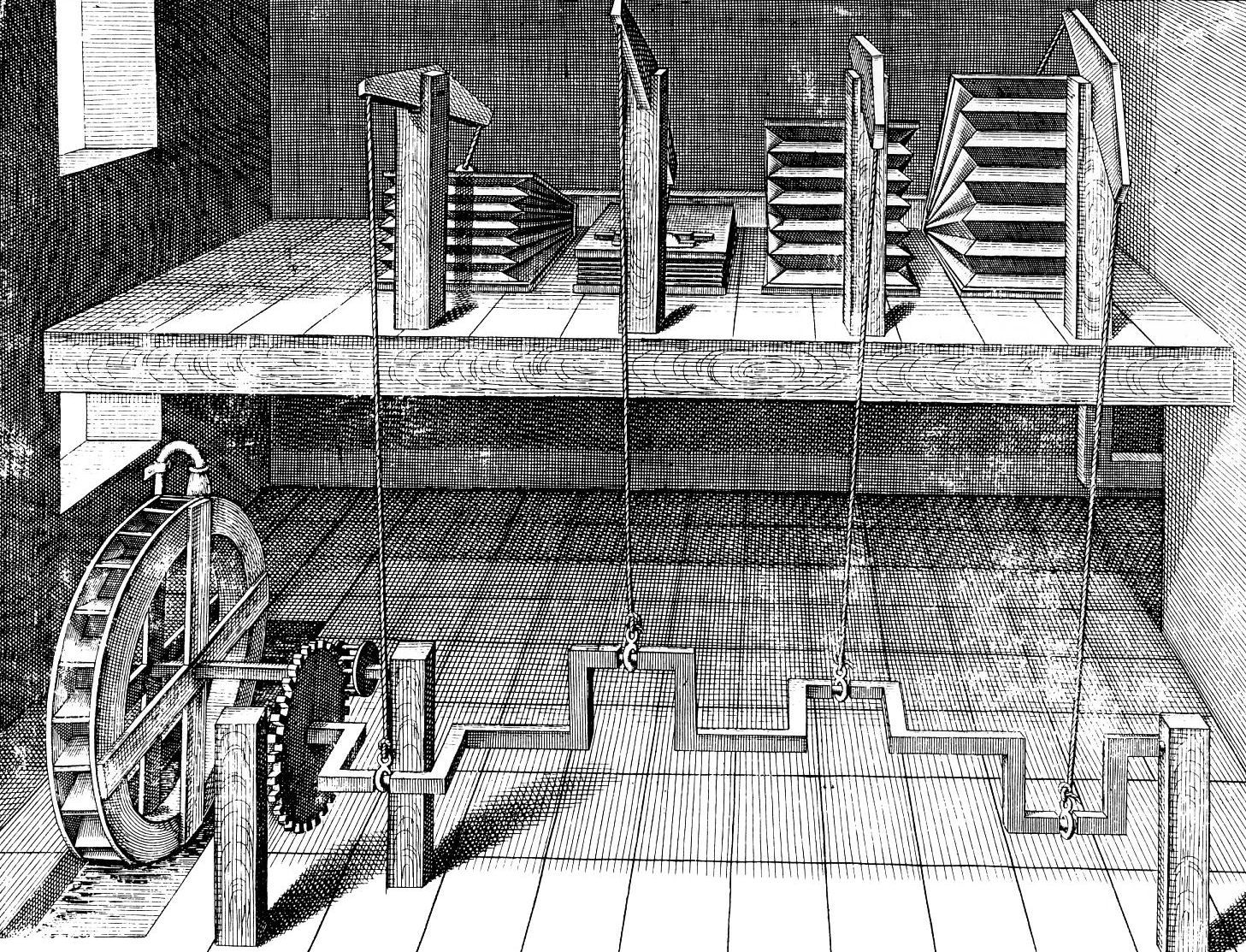
Wind für die Orgelmaschine im Hortus Palatinus, Kupferstich von Salomon de Caus, 1620
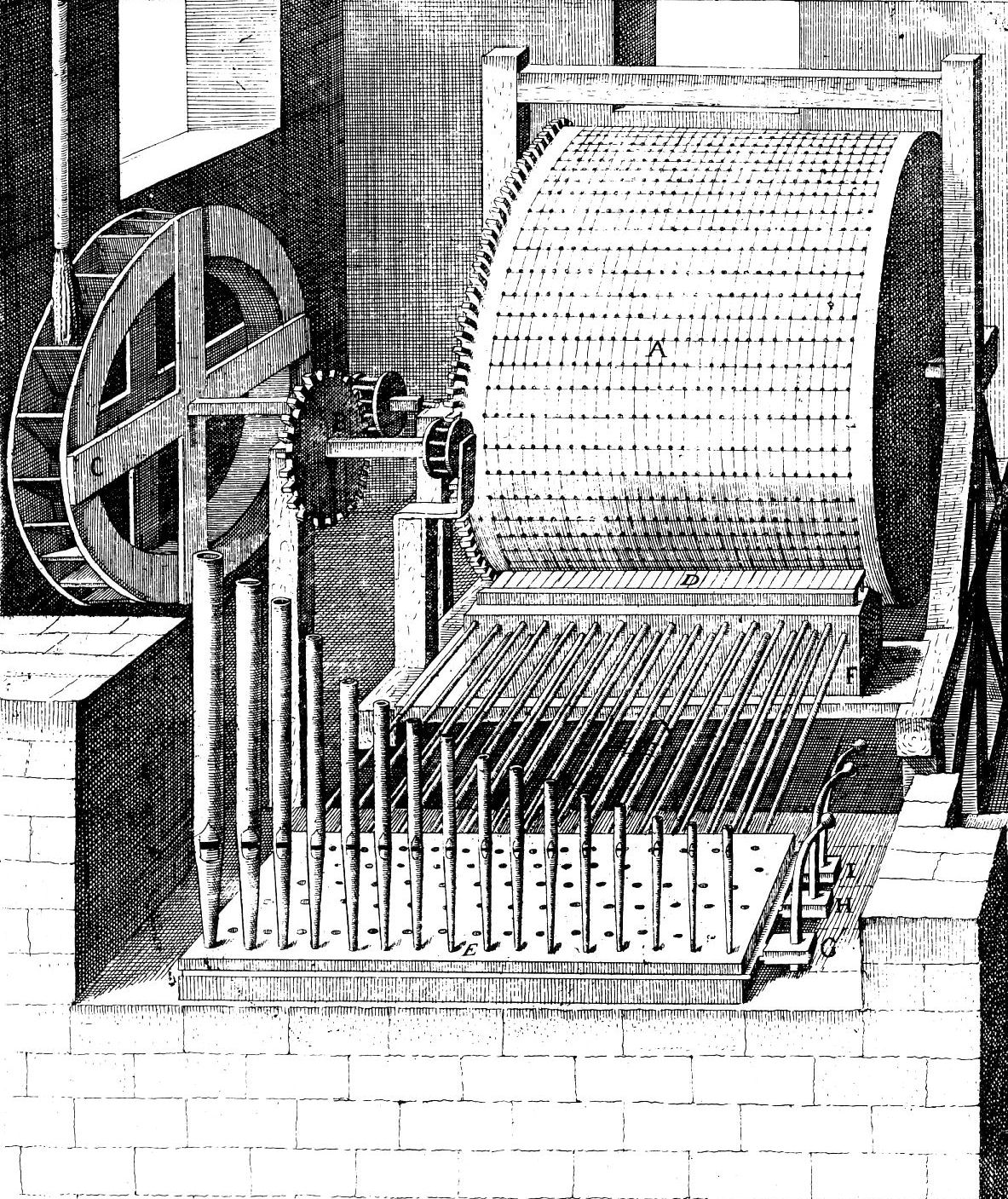
Mit Wasser betriebene Orgelmaschine, Kupferstich von Salomon de Caus, 1620

## Das Friesental

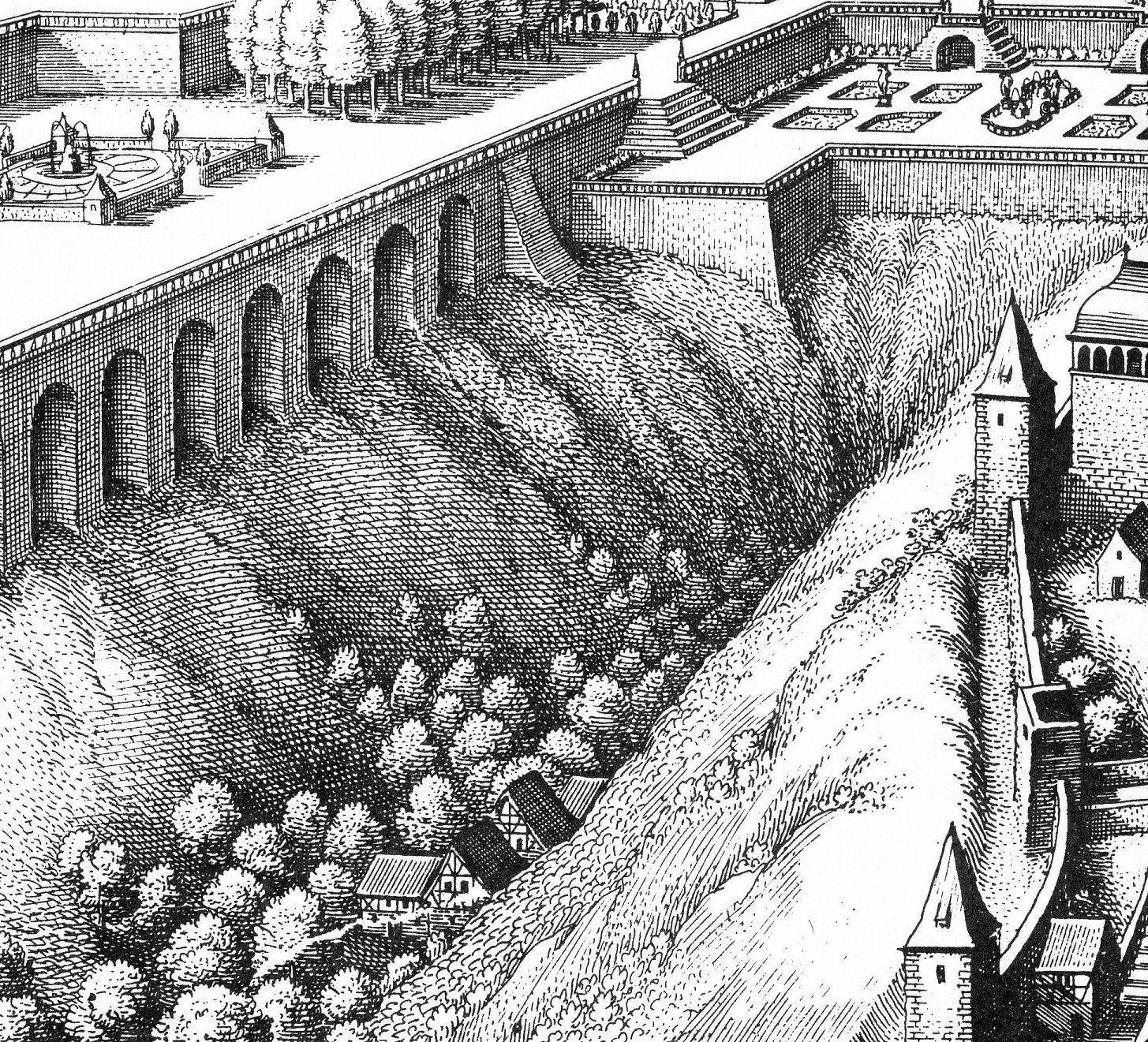
Friesental, Kupferstich von Matthäus Merian, 1645

Das Friesental war mit in die Gesamtanlage einbezogen. Die Akten vermerkten im Jahr 1750, dass das Gebiet des Friesentals zum „Thier-Garthen“ wurde, in dem Rehe und Hirsche ästen. Der Hang zum Schloss hieß früher das „Kalte Tal“, da er nur wenig von der Sonne aufgewärmt wurde.
Auf der gegenüber liegenden Ostseite des Friesentals befindet sich das Karmeliterwäldchen, in dem nur noch wenige Überreste an das ehemalige Kloster der Karmeliten erinnern, die hier bei der von Kurfürst Ruprecht I. gestifteten Jakobskapelle eine Unterkunft für studierenden Mitbrüder errichtet hatten. In der Karmeliterkirche befand sich auch eine Grablege der Wittelsbacher. Weil es sich dabei um die unmittelbaren Vorfahren der bayrischen Könige handelte, ließen die Wittelsbacher, als sie in München residierten, die Särge 1805 nach München überführen und in der Gruft der Hofkirche Sankt Michael beisetzen.
Am Friesenberg befand sich auch der Schießstand der kurfürstlichen Artillerie. Besonders Kurfürst Karl vergnügte sich häufig mit Schießen aus den Geschützen. 1681 soll er zwei einander gegenüberstehende Geschütze so feuern lassen, dass die Kugeln sich in der Luft trafen. Ein Gedenkstein, der an dieses Ereignis erinnern sollte, stand zunächst am Friesenberg, wurde dann aber in den Stückgarten versetzt.
In Friesenberg 1, einem ehemaligen Karmeliterkloster unterhalb des Schlosses, wohnte seit 1928 die Sozialpolitikerin Marie Baum, eine enge Freundin der Schriftstellerin und Dichterin Ricarda Huch. Zeitweise lebten die beiden Frauen zusammen in Marie Baums Heidelberger Wohnung. Die handschriftliche Widmung Ricarda Huchs in der Druckfassung von Römisches Reich Deutscher Nation an ihre Freundin nimmt Bezug auf den Ort der Entstehung:
„Am Friesenberg gereifte Frucht / dankbar die schöne Heimat sucht.“

## Chronologie des Hortus Palatinus und weitere Entwicklung
- 1613: Salomon de Caus wird von Friedrich V. als Ingenieur und Gartenarchitekt eingestellt
- 1614: Auftrag für den Hortus Palatinus
- 1618: Die Terrassierungsarbeiten sind soweit fertiggestellt, dass der Hofgärtner Peter Leonhardt mit der Pflege des Gartens beauftragt wird
- 1619: Ende des Jahres Einstellung der Arbeiten, da Friedrich V. zum böhmischen König gewählt wird und nach Prag zieht
- ab 1622: Zerstörungen durch den Dreißigjährigen Krieg
- ab 1649: Teilweise Wiederherstellung des Gartens
- 1689/1693: Zerstörungen an Schloss und Garten durch den Pfälzischen Erbfolgekrieg
- 1690–1717: Instandsetzung des Gartens durch Kurfürst Johann Wilhelm
- 1719: Barocke Umgestaltung des Gartens durch Kurfürst Karl Philipp, Teile der Anlage de Caus' werden mit einbezogen
- um 1770: Umwandlung des Schlossgartens in einen Nutzgarten und eine Baumschule
- um 1805: Anlegung eines Landschaftsgartens durch Johann Michael Zeyher, Aufschüttung der Terrassenanlage 
 „Der Schwetzinger Garteninspektor (ab 1806 Gartendirektor) Johann Michael Zeyher (1770–1843), entwirft mit Gatterer die Pläne. Auf den aufgeschütteten Terrassen werden Saat- und Baumschulen, Obstplantagen und Musterfelder für Getreidesorten angelegt. - Der Schloßgarten entwickelt sich zum beliebten Ausflugsziel.“[6]
- ab 1923: Sanierung der Terrassenanlagen und Ruinen durch Ludwig Schmieder
- ab 1971: Teilrekonstruktion der manieristischen Gartenanlage

  Quelle: 

## Pläne zur Wiederherstellung des Hortus Palatinus
Der SAP-Mitbegründer Klaus Tschira, der in seiner Villa Bosch mit Park nahe am Schloss wohnte, hatte 2003 mit seiner eigenen Stiftung ein Projekt zur dreidimensionalen Digitalisierung des Hortus Palatinus nach den Plänen von Salomon de Caus gefördert. Das Kurpfälzische Museum Heidelberg präsentierte 2003 einen Ausschnitt dieser 3D-Visualisierung in Form eines Filmes. Das Video zeigte eine Auswahl der Beete, Brunnen, Gebäude, Kompartimente (abgegrenzte Pflanzflächen) und simulierte einen „Kameraflug“ über den historischen Garten.
Auf Initiative des früheren Heidelberger ProMarkt-Eigners Hans-Joachim Wessendorf hin gründete sich 2007 die Stiftung Hortus Palatinus. Wessendorf gelang es, u. a. Klaus Tschira, den MLP-Mitbegründer Manfred Lautenschläger und den Mediziner und Springer Science-Verleger Dietrich Götze für seine Idee einer Wiederbelebung des Hortus Palatinus nach den Vorgaben von Salomon de Caus zu gewinnen, so dass schließlich die Stiftung eine Summe von 10 Millionen Euro als Einlage verzeichnen konnte. Gemeinsam mit dem Finanzministerium des Landes Baden-Württemberg arbeitete die Stiftung an einer Konzeption über die „Neugestaltung des Gartens als auch die Verwaltung und [dessen] dauerhafte[n] Unterhalt“. Während der Vorbereitungen wurde die Stiftung am 12. September 2007 zu ihrer ersten Pressekonferenz gezwungen, bei der sie ihre Pläne erstmals publik machte. Der Karlsruher Tageszeitung BNN wurde anonym die Zusammenarbeit der Stiftung mit dem Finanzministerium zugespielt, verbunden mit der Falschmeldung über eine Teilprivatisierung des Schlosses, was ein sehr negatives Aufsehen erregte.
Vorgesehen war am Ende keine vollständige, sondern eine räumlich nur teilweise Rekonstruktion („etwa 2 Hektar … von zirka 5 Hektar“) des damaligen Heidelberger Schlossgartens unter Kurfürst Friedrich V. Hinzu kamen bauliche Änderungswünsche, um den Bedürfnissen der über eine Million jährlichen Schlossbesucher besser gerecht werden zu können: Besucherzentrum mit Gaststätte und WC, Parkbänke mit Rückenlehnen. Außerdem sollte ein Fahrstuhl vom Busparkplatz am Karlstor in den romantischen Teil des Gartens hinaufführen und neben den Besuchern auch die Schlossanwohner vom Busverkehr entlasten. Der östliche Bereich einschließlich der Scheffelterrasse sollte unangetastet bleiben, für den westlichen Bereich waren nur wenige Baumfällungen für den früheren Hortus Palatinus geplant. Zur weiteren kostenintensiven Gartenpflege reichte die Stiftungssumme nicht, daher schlug die Stiftung eine Eintrittsgebühr für einen Teil des Gartens vor (Einzelkarte: 3 €, Jahreskarte: 15 €).
Ende Oktober 2007 formierte sich eine Gegeninitiative die weder Baumfällungen noch Eintrittsgebühren im Schlossgarten duldete. Anfänglich war noch eine Fällung der Bäume im romantischen Gartenabschnitt beabsichtigt, doch nahm die Stiftung Hortus Palatinus schnell davon Abstand. Es gelang der Bürgerinitiative, die anfangs positive Stimmung für eine Teilrekonstruktion in eine ablehnende Haltung umzukehren. Die Denkmalpflege ließ erst Ende Januar 2008 eine erste offizielle Stellungnahme per Leserbrief verlauten, die nun unter Berufung auf die Charta von Florenz ebenfalls eine renaissancezeitliche Rekonstruktion auch in reduziertem Umfang ablehnte. Das Internationale Komitee für Historische Gärten (ICOMOS-IFLA) hatte sich 1981 in dieser Charta darauf geeinigt, bei Rekonstruktionsmaßnahmen „darf nicht eine bestimmte Epoche der Anlagengeschichte auf Kosten einer anderen bevorzugt werden“ (Art. 16). Dennoch werden denkmalpflegerische Empfehlungen dieser Art spätestens seit der originalen Rekonstruktion der Dresdner Frauenkirche immer mehr unterlaufen.·
Zur Bekräftigung und Rechtfertigung organisierte die Vereinigung der Landesdenkmalpfleger am 17. April 2008 ein Symposium in der Universität Heidelberg, um ihre Haltung der kritischen Rekonstruktion zu begründen und eine Rekonstruktion für den Schlossgarten nur in eingeschränkter, nämlich epochenspezifischer Weise umzusetzen. Durch einen reinen Renaissancegarten konnte die unerwünschte Möglichkeit entstehen, dass auch der Wunsch nach einem vollständig rekonstruierten Schloss wieder wach werden würde. Das Heidelberger Schloss selbst war um 1900 der Auslöser für einen langen Grundsatzstreit in der deutschen Denkmalpflege, in dem sich das Lager der Rekonstruktionsgegner erst allmählich durchsetzen konnte. Nun drohte die Gefahr einer zweiten „Heidelberger Debatte“, die schon vom damaligen Debattensieger Georg Dehio in Aussicht gestellt worden war.
Ein Hauptargument der Rekonstruktionsgegner war, dass der Hortus Palatinus nur „rudimentär“ und „nie fertiggestellt“ gewesen war. Doch 2008, noch während der Entscheidungsphase, wurde ein Aufsatz von Wolfgang Metzger veröffentlicht, der auf der Grundlage bisher nicht genutzter Quellen zu einem anderen Schluss kam. Die Quellen ergaben, „dass der Garten tatsächlich in erheblichen Teilen fertig gestellt wurde und während des 17. Jahrhunderts eine attraktive und von den Zeitgenossen durchaus wahrgenommene Anlage war. Sogar die kunstvollen Wasserspiele und Automaten des Ingenieurs und Gartenarchitekten Salomon de Caus waren in Teilen bis zur Funktionsfähigkeit gediehen …“
Die Landesdenkmalpfleger blieben bei ihrer Ablehnung und beauftragten nach einem Wettbewerb im Januar 2009 den Landschaftsarchitekten Achim Henne mit einer kritischen Rekonstruktion des Heidelberger Schlossgartens. Die Stiftung Hortus Palatinus zog daraufhin ihr Angebot zurück, anstelle dessen förderten die Stifter das Heidelberger Musikleben. Der Auftrag zur Umgestaltung blieb zwar bis heute (2019) unausgeführt, aber in Kraft, da man zunächst den baulichen Sanierungen und Umbauten den Vorrang gab. So ist etwa wegen der zahlreichen Quellen am Schlosshang eine ständig wiederkehrende Sanierung der „Terrassenmauern“ (Stützwände) erforderlich. Hervorzuheben sind vor allem das neue Besucherzentrum (2010–2011) und das neue Besucherbistro in der historischen Sattelkammer (2014–2017); beides Natursteinbauten, deren Neu- und Umbau Max Dudler entwarf und dafür in der Architekturfachpresse Aufmerksamkeit und Lob erhielt. Ebenso wird das Schloss für etwa zwei bis drei Millionen Euro jährlich weiterhin in kleinen Teilen saniert und dabei zunehmend ergänzt, es ist ein stilles pragmatisches Zugeständnis der Denkmalpflege an den Tourismus.

## Ausstellungen
- Magische Maschinen. Salomon de Caus’ Erfindungen für den Heidelberger Schlossgarten 1614–1619. Kurpfälzisches Museum Heidelberg, 18. Juni bis 7. September 2008.[43][44]
- Mit Spaten und Feder. Johann Metzger (1789–1852): Landschaftsarchitekt, Botaniker und Gestalter des Heidelberger Schlossgartens. Universitätsmuseum Heidelberg, kuratiert vom Heidelberger Geschichtsverein und Kulturamt Heidelberg, 8. Juli bis 11. Oktober 2008.[45]
- Wunder und Wissenschaft. Salomon de Caus und die Automatenkunst in Gärten um 1600. Museum für Europäische Gartenkunst, Schloss Benrath, 17. August bis 5. Oktober 2008.[46]